# Gohory
Gohory é uma comuna francesa na região administrativa do Centro, no departamento Eure-et-Loir. Estende-se por uma área de 9,36 km². Em 2010 a comuna tinha 321 habitantes (densidade: 34,3 hab./km²).